# Have a Look
«Have a Look» — перший сингл першого студійного альбому австралійської співачки Ванесси Аморозі — «The Power». В Австралії сингл вийшов 12 липня 1999. На Australian Singles Chart посів 13 місце. Через сім тижнів після офіційного виходу пісня здобула Золото (ARIA).

## Список пісень
Австралійське видання
| #  | Назва                                  | Тривалість |
| -- | -------------------------------------- | ---------- |
| 1. | «Have a Look» (версія для радіо)       | 3:34       |
| 2. | «Have a Look» (розширена версія)       | 4:55       |
| 3. | «Have a Look» (інструментальна версія) | 3:30       |

Німецьке видання
| #  | Назва                                           | Тривалість |
| -- | ----------------------------------------------- | ---------- |
| 1. | «Have a Look» (версія для радіо «7th District») | 3:47       |
| 2. | «Have a Look»                                   | 3:34       |
| 3. | «Heroes Live Forever»                           | 4:31       |
| 4. | «Rise Up»                                       | 3:36       |

## Музичне відео
Існує дві версії відеокліпу: «Have a Look» (оригінальна версія) та «Have a Look» (європейська версія). В оригінальній версії Ванесса подорожує Сіднеєм і знайомиться з різними людьми. В європейській версії Ванесса співає пісню на відеокамеру в той час, як це відео транслюється по всьому місту і потрапляє на очі її колишньому хлопцю.

## Чарти
| Чарт (1999)                   | Місце |
| ----------------------------- | ----- |
| Australian ARIA Singles Chart | 13    |
| Чарт (2001)                   | Місце |
| German Singles Chart          | 73    |
| Swiss Singles Chart           | 72    |

## Сертифікація
| Кріїна    | Сертифікат | Продажі |
| --------- | ---------- | ------- |
| Австралія | Золото     | 35,000  |

## Історія релізів
| Регіон    | Дата           |
| --------- | -------------- |
| Австралія | 12 липня 1999  |
| Німеччина | 28 травня 2001 |